# 白木美貴子
白木 美貴子（しらき みきこ、1960年3月10日 - ）は、日本の女優・歌手。北海道札幌市出身。北星女子高等学校音楽科卒。血液型はA型。特技はタップダンス・日本舞踊。

## 来歴・人物
1981年前進座に入り、主にミュージカルを中心に活躍。1984年フリーとなり、『裸足で散歩』『ロッキーホラーショー』などに出演した後、1987年東宝ミュージカル『レ・ミゼラブル』のオーディションに合格。エポニーヌ・コゼット役を演じ、その堅実な演技力で高い評価を受けた。その後も舞台を中心に活躍する一方、テレビドラマ・CMなどにも出演。また、近年は歌手としての活動も行っている。フレンドシッププロモーション所属。

## 出演作品

### 舞台
- 星は歌っている
- シンデレラ
- 裸足で散歩
- ロッキーホラーショー
- レ・ミゼラブル
- ヘンゼルとグレーテル（オペラ）
- ホフマン物語（オペラ）
- アニー
- 漂泊者のアリア
- 三人姉妹
- ラン・フォー・ユア・ワイフ
- 美女と野獣
- 楽園伝説
- DORA
- 42nd STREET
- 山彦ものがたり
- 本郷菊富士ホテル
- カンパニー 〜結婚しない男〜
- 闇に咲く花
- キッチン
- ビギン・ザ・ビギン
- 二十世紀
- ステッピングアウト
- おばかさんの夕食会
- 食卓の木の下で
- 煙が目にしみる
- ミー・アンド・マイガール
- 恋風の街
- ハロルドとモード
- 夢から醒めた夢 - マコの母
- ドリーミング - 母親チル 夜の女王 母の愛
- キャッツ - グリザベラ
- ウィキッド - マダム・モリブル
- 蛇蝎のごとく - 石橋環
- キンキーブーツ（2016年7月 - 8月、新国立劇場中劇場  / オリックス劇場） - トリッシュ 役
- ミュージカル座「野の花」（2020年8月19日-23日）- おばあさん 役
- ミュージカル「20年後のあなたに会いたくて」(2021年12月9日-12日、東京芸術劇場シアターウエスト)
- この世界の片隅に（2024年5月9日 - 7月、日生劇場 他）[2]
- 天保十二年のシェイクスピア（2024年12月9日 - 2025年1月26日、日生劇場 他）[3]
- ハリー・ポッターと呪いの子（2025年7月8日 - 2026年1月31日〈予定〉、TBS赤坂ACTシアター） - マクゴナガル校長 役[4][5]

### テレビドラマ
- ザ・サスペンス / 特急さくら殺人事件（1982年）
- 月曜ドラマスペシャル / 叫ぶ骨 -札幌・大沼・羊蹄山殺人行-（1997年） - 蒔田なおみ 役
- アンティーク 〜西洋骨董洋菓子店〜（2001年）
- ホーム&アウェイ（2002年）

### テレビ番組
- 音楽・夢コレクション

### 映画（吹き替え）
- アナスタシア（アニメ、メグ・ライアン）

### CM
- ハウス食品